# Robert Lowe
Robert Lowe, 1. wicehrabia Sherbrooke  (ur. 4 grudnia 1811 w Bingham w hrabstwie Nottinghamshire, zm. 27 lipca 1892) – brytyjski polityk, członek stronnictwa wigów i Partii Liberalnej, minister w rządach lorda Palmerstona i Williama Ewarta Gladstone’a.
Był synem wielebnego Roberta Lowa. Był albinosem i miał tak słaby wzrok, że edukację rozpoczął dopiero w wieku 11 lat. Kształcił się w Southwell School, Risley School oraz Winchester School. Następnie studiował w University College na Uniwersytecie Oksfordzkim. W 1836 r. poślubił Georginę Orred. W 1841 r. przeprowadził się do Londynu, gdzie miał zamiar rozpocząć karierę prawnika, jednak zły stan zdrowia zmusił go do wyjazdu do Sydney, gdzie rozpoczął pracę w tamtejszym sądzie.
W 1843 r. gubernator Nowej Południowej Walii, sir George Gipps, mianował Lowe’a członkiem Rady Ustawodawczej kolonii. Lowe zajmował się tam sprawami finansowymi i edukacją. W 1850 r. powrócił do Wielkiej Brytanii. Rozpoczął pracę w The Times. W 1852 r. został wybrany do Izby Gmin jako reprezentant okręgu Kidderminster. W latach 1859–1868 reprezentował okręg wyborczy Calne, a następnie okręg wyborczy London University.
Już w 1852 r. został jednym z sekretarzy przy Radzie Kontroli. W latach 1855–1858 był Paymaster-General i wiceprzewodniczącym Zarządu Handlu. W tym czasie (w 1856 r.) uchwalono Joint Stock Company Act, pierwsze skodyfikowane prawo spółek na świecie. Sam Lowe jest uważany za „ojca współczesnego prawa spółek”. W latach 1859–1864 był wiceprzewodniczącym Komitetu Edukacji. Sprzeciwiał się projektem reform wyborczych rządów lorda Russella i lorda Derby’ego.
W 1868 r. został kanclerzem skarbu. Jednak jego polityka nakładania nowych podatków wywoływała coraz większą krytykę i w 1873 r. został przeniesiony na stanowisko ministra spraw zagranicznych. Pozostał na nim do upadku gabinetu w 1874 r. W 1876 r. krytykował Royal Titles Act, który nadawał królowej Wiktorii tytuł cesarzowej Indii. Kiedy liberałowie powrócili do władzy w 1880 r. Wiktoria dała do zrozumienia, że nie zaakceptuje gabinetu z Lowe’em w składzie.
Lowe nie otrzymał żadnego stanowiska rządowego. Został natomiast kreowany 1. wicehrabią Sherbrooke i zasiadł w Izbie Lordów. W 1885 odznaczony został Orderem Łaźni. Tytuł parowski wygasł wraz z jego śmiercią. Pochowany został na Brookwood Cemetery w hrabstwie Surrey.